# Jelena Zajac
Jelena Jewgienijewna Zajac, ros. Еленa Евгеньевнa Заяц (ur. 16 września 1969 w Baranowiczach) – rosyjska szachistka, w latach 1992–1997 reprezentantka Białorusi, arcymistrzyni od 1992, posiadaczka męskiego tytułu mistrza międzynarodowego od 2005.

## Kariera szachowa
W latach 1987 (w Baguio) i 1988 (w Adelaidzie) dwukrotnie zdobyła brązowe medale mistrzostw świata juniorek do 20 lat. W 1990 zajęła VIII m. w rozegranym w Kuala Lumpur turnieju międzystrefowym (eliminacji mistrzostw świata). W 1992 zwyciężyła (wspólnie z Natalią Rucziewą) w kołowym międzynarodowym turnieju, który rozegrany był w Symferopolu  i Ałuszcie. W 1992 reprezentowała Białoruś na drużynowych mistrzostwach Europy w Debreczynie, natomiast w 1994 i 1996 na olimpiadzie szachowej w Moskwie (za każdym razem na najtrudniejszej I szachownicy). W 1996 podzieliła III m. (za Olgą Stiażkiną i Dagnė Čiukšytė, wspólnie z Nataliją Kyselową) we Frydku-Mistku. W 1999 podzieliła I-III m. (wspólnie z Swietłaną Matwiejewą i Juliją Dieminą) w finale indywidualnych mistrzostw Rosji, natomiast w roku 2000 w kolejnym finale mistrzostw kraju podzieliła II-VI m. (za Jekatieriną Kowalewską, wspólnie z m.in. Aleksandrą Kostieniuk i Jekatieriną Korbut). Również w 2000 wystąpiła Nowym Delhi w pucharowym turnieju o mistrzostwo świata, w dwóch pierwszych rundach eliminując Subbaraman Meenakshi i Pię Cramling, ale w trzeciej przegrywając z późniejszą zwyciężczynią mistrzostw, Xie Jun. W 2001 podzieliła II m. (za Tatjaną Szadriną, wspólnie z Olgą Ziminą i Natalją Pogoniną) w jednej z eliminacji Pucharu Rosji. W 2005 zajęła V m. w rozegranych w Kiszyniowie mistrzostwach Europy i po raz drugi w karierze zakwalifikowała się do turnieju o mistrzostwo świata, który odbył się w 2006 w Jekaterynburgu, w I rundzie przegrywając z Marie Sebag.
Najwyższy wynik rankingowy w dotychczasowej karierze osiągnęła 1 lipca 2012; mając 2449 punktów zajmowała wówczas 36. miejsce na światowej liście FIDE, jednocześnie zajmując 6. miejsce wśród rosyjskich szachistek.